# Slingermuizen
Slingermuizen (Zapodidae) zijn een kleine familie van ongeveer elf soorten knaagdieren die verspreid zijn over het noordelijk halfrond. Deze dieren werden voorheen tot de familie van de jerboa's (Dipodidae) gerekend. 

## Verspreiding en leefgebied
De slingermuizen komen voor in Noord-Amerika en China. 

## Taxonomie
De leden van de familie werden voorheen tot de familie van de jerboa's (Dipodidae) gerekend, maar werd op basis van fylogenetische gegevens afgesplitst als aparte familie.
De familie omvat de volgende geslachten en soorten:
- Geslacht: Eozapus
  - Eozapus setchuanus - Chinese huppelmuis
  - Eozapus vicinus
  - Eozapus wanglangensis
- Geslacht: Napaeozapus
  - Napaeozapus abietorum
  - Napaeozapus insignis - Boshuppelmuis
- Geslacht: Zapus
  - Zapus hudsonius - Graslandhuppelmuis
  - Zapus luteus
  - Zapus montanus
  - Zapus oregonus
  - Zapus pacificus
  - Zapus princeps - Westelijke huppelmuis
  - Zapus saltator
  - Zapus trinotatus - Pacifische huppelmuis